# Caillardia accola
Caillardia accola  (лат.) — вид полужесткокрылых насекомых-листоблошек рода Caillardia из семейства Aphalaridae.

## Распространение
Палеарктика, в том числе: Израиль, Иран, Казахстан, Туркменистан, Узбекистан.

## Описание
Мелкие листоблошковые насекомые (около 3 мм) с прыгательными задними ногами. 
Питаются соками растений, таких как Haloxylon salicornicum (семейство Амарантовые, порядок Гвоздичноцветные). Вид был впервые описан в 1978 году российским энтомологом Мариной Михайловной Логиновой (Зоологический институт АН СССР, Ленинград).